# Trégor
Trégor ("Bro-Dreger" en bretón) es una de las nueve provincias de la Bretaña histórica y se encuentra situado en la zona noroeste. Está formado por la parte occidental del departamento de Côtes-d'Armor y una pequeña parte del noreste de Finistère, hasta el río Morlaix. 
Su capital es Tréguier, que es la traducción francesa de la palabra Landreger en lengua bretona.
- Datos: Q1777764
- Multimedia: Trégor / Q1777764